# Enumeratio Plantarum in Partibus Saellandiae Septentrionalis et Orietalis
Enumeratio Plantarum in Partibus Saellandiae Septentrionalis et Orientalis (abreviado Enum. Pl.) es un libro con ilustraciones y descripciones botánicas que fue escrito por el naturalista, médico cirujano y botánico danés Heinrich Christian Friedrich Schumacher y publicado en Hafniae en 2 partes en 1801-1803  (en latín) (traducido al danés en 1804 como Den kjøbenhavnske flora – La flora de Copenhague)